# 1185

## Esdeveniments
- 1 de maig: Eclipsi total de sol visible a Amèrica Central i Europa del Nord.

Països Catalans
- Matrimoni entre Arnau de Castellbò i Arnaldeta de Caboet[1]

Resta del món
- Al Japó, guerra entre la dinastia Minamoto i els Taira.
- 25 d'abril - Dan-no-ura, estret de Shimonoseki, Japó: Batalla naval de Dan-no-ura, que marca la fi de les Guerres Genpei.[2]

## Morts
Països Catalans
Resta del món
- Mort de Balduí IV de Jerusalem.

## Necrològiques
Països Catalans
Resta del món